# Naší přírodou
Naší přírodou byl specializovaný odborný časopis, který vydával Český svaz ochránců přírody v letech 1981 až 1991. Jednalo se o měsíčník. Jeho prvním šéfredaktorem byl Petr Přívětivý. Jeho sesterským periodikem vydávaným prostřednictvím ČSOP byl v té době také časopis Nika vedený Ivanem Makáskem.

## Stejnojmenný časopis
Časopis stejného jména vycházel jíž v letech 1937 až 1941. V současnosti je vydáván časopis podobného jména Naše příroda.